# 焦因蒂亞布爾烏帕齊拉
焦因蒂亞布爾乌帕齐拉是孟加拉国錫爾赫特縣的一个乌帕齐拉，位於錫爾赫特专区的錫爾赫特縣。。

## 人口
據1991年孟加拉國人口普查，焦因蒂亞布爾共有戶數16,719戶，人口121458人。其中男性佔比52.08%，女性佔比47.92%；成年人口45,998人。該地7歲以上人口之平均識字率為21.1%。